# 舌圧子

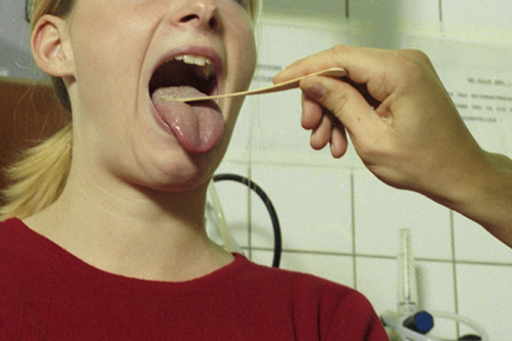
使用例

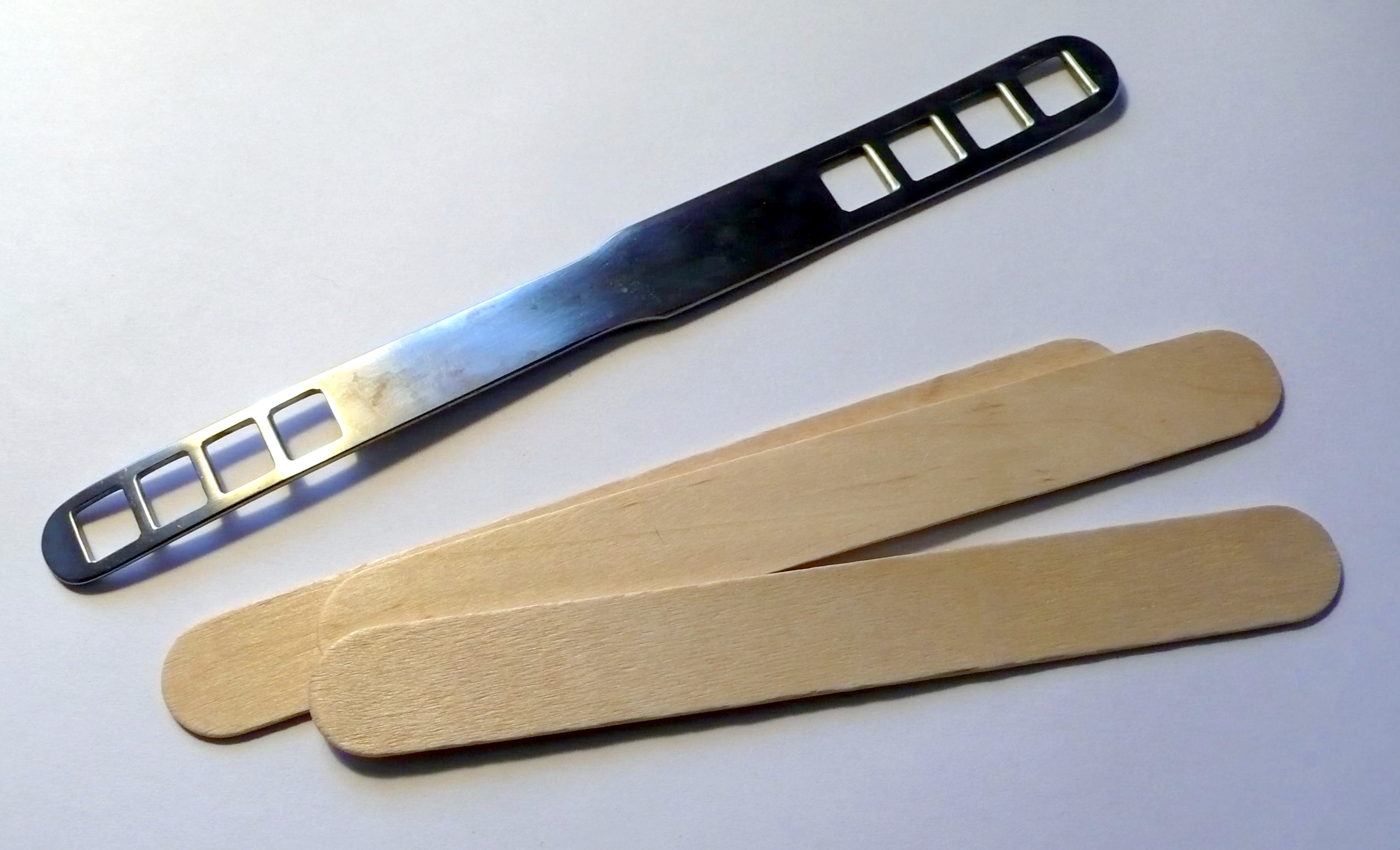
舌圧子

舌圧子（ぜつあつし）は、医療行為で口と喉を検査する際に、舌を押さえるために使用される道具である。薬事分類 ：一般医療機器、アメリカ食品医薬品局の医療機器分類では、Class I General Controls（患者に対するリスクが最も少ない一般医療機器）とされる。圧舌子（あつぜつし）。

## 材料
歴史的に、舌圧子はステンレス等の様々な材料で作られている。
木製の物は安価で殺菌消毒が難しいことから、使い捨てで一回使用後に使用済みラベルが付けられ処分される。

## 形状
一般的には、両端が丸くなった細長い15cm程度の長さの板状舌圧子である。そのほか、先端に切れ込みがある京大式舌圧子やチェルマック式、フレンケル式などもある。

## その他の用途
スティックボムや構造物作成など工作目的に使用される。
ろう者の子供に「k」や「g」などの特定の音を発音する方法を教えるのに使用した。しかし、それらは喉を刺激し、しばしば吐き気を引き起こした。